# Brachymis rugifrons
Brachymis rugifrons är en skalbaggsart som beskrevs av Moser 1914. Brachymis rugifrons ingår i släktet Brachymis och familjen Melolonthidae. Inga underarter finns listade.